# Robert de Sablé

Großmeisterwappen Roberts de Sablé

Robert IV. de Sablé († 28. September 1193) war ab 1160 Herr von Sablé-sur-Sarthe, La Suze-sur-Sarthe und Briollay, Teilnehmer des Dritten Kreuzzugs und von 1191 bis zu seinem Tod Großmeister des Templerordens.

## Leben

### Familie
Es ist kein exaktes Geburtsjahr überliefert, aber Robert scheint zum Zeitpunkt seines Todes ein relativ alter Mann gewesen zu sein. Er war der Sohn von Robert III. de Sablé und ein führender angevinischer Vasall König Richards I. Löwenherz von England. Das Kerngebiet seiner Herrschaft bildeten einige Ländereien um Sablé-sur-Sarthe in der Region Anjou, die er 1160 von seinem Vater geerbt hatte. Er war ein Großneffe zweiten Grades des Templergroßmeisters Robert de Craon.

### Angevinischer Bürgerkrieg
1173 unterstützte Robert die Revolte Heinrichs des Jüngeren gegen dessen Vater König Heinrich II. von England. Die Revolte wurde zwar niedergeschlagen, Robert gewann für seine Unterstützung aber die Gunst des späteren Königs Richard Löwenherz.

### Karriere im Heiligen Land

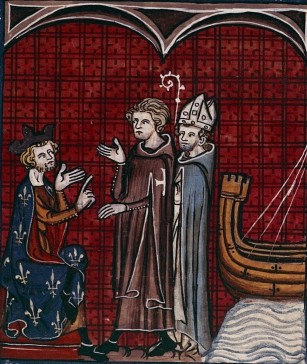
Der Templergroßmeister Robert de Sablé und der Patriarch von Jerusalem treffen auf König Philipp II. von Frankreich. Darstellung aus den Chroniques de Saint-Denis, 14. Jahrhundert.

Im Juni 1190 wurde er von König Richard Löwenherz, neben Richard de Camville und Guillaume de Forz, zu einem der Kommandanten der Flotte für den dritten Kreuzzug ernannt. Zusammen mit Camville legte er darauf mit einem Verband von 64 Schiffen von der Küste der Gascogne ab, um die Iberische Halbinsel zu umrunden. Bereits vor ihnen hatte sich ein Geschwader der Londoner Bürgerschaft aufgemacht, die von König Sancho I. von Portugal dazu eingeladen wurde, die Stadt Silves gegen die Mauren zu verteidigen. Obwohl sie dafür entlohnt wurden, begannen sie darauf plündernd durch Lissabon zu ziehen. Als dort er und Richard de Camville mit ihren Schiffen eintrafen, artete die Situation in einen regelrechten Krieg gegen König Sancho aus. Erst als am 24. Juli das Geschwader von Guillaume de Forz in der Mündung des Tajo erschien, beendeten sie die Plünderungen. Vereint segelte die Flotte weiter bis nach Marseille, wo sie König Richards Kreuzzugsheer aufnahm.
Nach seiner Ankunft in Palästina 1191 trat er alsbald dem Templerorden bei. Nur kurz darauf wurde er zum neuen Großmeister gewählt. Dabei kam ihm neben der Fürsprache König Richards zugute, dass die Templer nach dem Tod Gérard de Rideforts in der Schlacht bei Akkon fast ein Jahr lang keinen neuen Großmeister gewählt hatten, da sie sich zunächst auf eine neue Ordensregel einigen wollten, die den Dienst des Großmeisters an vorderster Front überdachte. Gerade noch rechtzeitig zur anstehenden Wahl war er dem Orden beigetreten. Robert errichtete ein neues Hauptquartier der Templer in der gerade zurückeroberten Stadt Akkon, wo sie sich 100 Jahre lang halten konnten.

### Templerherrschaft auf Zypern
Auf dem Weg ins Heilige Land hatte Richards Kreuzzugsheer im Mai 1191 Zypern erobert. Nach der Rückeroberung von Akkon im Juli 1191 stimmte Richard zu, die Insel für 100.000 weiße Bezants dem Templerorden zu verkaufen. Während es dem Johanniter-Orden später gelang, feste Stützpunkte auf Rhodos und Malta zu errichten, vergab Robert de Sablé die Chance seinem Orden die Herrschaft auf Zypern zu sichern. Nachdem die Templer einige Aufstände der Zyprioten nur mit Mühe zurückgeschlagen hatten, gaben sie die Insel schließlich an Richard zurück, obwohl sie so ihre Anzahlung von 40.000 Bezants einbüßten. Die Ursachen für das Scheitern der Templer ist in ihrer geschwächten militärischen Position im Heiligen Land infolge der Niederlage von Hattin zu suchen. Obwohl sie offenbar über große Geldmittel verfügten, konnten sie nur zwanzig Ordensritter als Garnison auf Zypern abstellen. Richard verkaufte die Insel 1192 für 60.000 Bezants seinem Vasallen Guido von Lusignan, dem ehemaligen, inzwischen landlosen König von Jerusalem, und konnte mit dem Erlös die Kosten seines Kreuzzuges decken.

### Tod und Nachkommen
Robert starb am 28. September 1193 im Heiligen Land.
Seine Tochter Marguerite de Sablé, verheiratet mit Guillaume des Roches, ebenfalls Teilnehmer des Dritten Kreuzzugs, erbte seine Ländereien. Weitere Kinder waren sein Sohn Geoffroi († 1200), Herr von Cornillé-les-Caves, und seine Tochter Philippe, die Geoffroi Marteau heiratete.

## Trivia
- In dem Computerspiel Assassin’s Creed tritt Robert de Sablé als ein wichtiger Antagonist auf.